# Fontainebleau, Seine-et-Marne
Fontainebleau är en kommun i departementet Seine-et-Marne i regionen Île-de-France i norra Frankrike. Kommunen ligger i kantonen Fontainebleau som tillhör arrondissementet Fontainebleau. År 2022 hade Fontainebleau 15 787 invånare.
Fontainebleau ligger i storstadsområdet runt Paris och är beläget ca 55,5 km syd-sydöst om Paris stadskärna. Fontainebleau är sous-préfecture i départementet Seine-et-Marne och huvudort i arrondissementet Fontainebleau. Fontainebleau är den till ytan största kommun som finns i regionen Île-de-France och den enda som är större än Paris självt.
Fontainebleau bildar tillsammans med grannorterna, däribland Avon och tre andra mindre commune ett stadsområde med 36 713 invånare (folkräkning 1999) som utgör en satellitstad till Paris.
Fontainebleau är känt för den stora och natursköna Fontainebleauskogen, som är ett populärt utflyktsmål för parisbor, och även för det historiska kungliga slottet i Fontainebleau, INSEAD, en av världens högst ansedda handelshögskolor, och Mines ParisTech, och École Supérieure d'Ingénieurs en Informatique et GÉnie des TELécommunications (ESIGETEL) en fransk teknisk högskola som räknas bland Grandes Écoles.

## Befolkningsutveckling
Antalet invånare i kommunen Fontainebleau
| Referens: INSEE |